# Алхо, Николай
Николай Алхо (фин. Nikolai Alho; 12 марта 1993, Хельсинки, Финляндия) — финский футболист, защитник клуба «Волос» и сборной Финляндии.

## Карьера
Футбольную карьеру начал в финском «Клуби-04», фарм-клубе «ХИКа». В 2012 году подписал контракт с основной командой и был отдан в аренду в «Лахти» на один сезон. По окончании аренды вернулся в «ХИК». 13 июня 2013 года он сыграл свой первый матч в чемпионате за «ХИК» и сделал дубль в домашней игре против «Интера». Вскоре после успешного выступления в команде он подписал контракт, рассчитанный до конца 2015 года. В 2014 году «ХИК» квалифицировался в групповой этап Лиги Европы. Алхо забил решающий гол в ворота венского «Рапида» в отборочном матче. Алхо играл в клубе до конца 2016 года.
В январе 2017 года стал игроком шведского «Хальмстада». 
В 2018 году Алхо вернулся в «ХИК». После успешного сезона клуб стал чемпионом Финляндии. Это был 4-й завоёванный внутренний чемпионат Алхо за карьеру. В сезоне 2018 года Он также играл в качестве правого защитника бывшего тренера клуба Мика Лехкосуо. Алхо, известный своей скоростью и агрессивностью, идеально подходил для современного защитника. Он сделал прорыв и провёл успешный сезон, как и в сезоне 2019 года.
В 2021 году подписал контракт с венгерским клубом «МТК Будапешт».
24 января 2014 года дебютировал за национальную сборную Финляндии в товарищеском матче против сборной Омана. 29 мая 2021 года Алхо был вызван на товарищеский матч перед Евро-2020 против Швеции.

## Личная жизнь
Биологический отец Алхо - выходец из Ганы, а его мать - финка. Вскоре после этого он был усыновлён своей матерью-англичанкой и отцом-финном и вырос в Эспоо со своей младшей сестрой, также усыновлённой. Он является носителем как английского, так и финского языков. Большую часть своего детства Алхо посещал Международную школу Хельсинки, прежде чем перевестись в спортивную среднюю школу, старшую среднюю школу Мякелянринне.